# Cratere Cassegrain
Cassegrain è un cratere lunare di 56,66 km situato nella parte sud-occidentale della faccia nascosta della Luna, a nord-ovest del cratere Priestley e a sud-est del cratere Lebedev, assai più grande.
L'interno di questo cratere è relativamente scuro, una caratteristica comune ai crateri che si trovano ad ovest ed a nordovest e che fanno parte del Mare Australe. Il pianoro interno è livellato e privo di caratteristiche di rilievo. Il bordo è più consunto nella zona nordoccidentale, mentre all'interno sono presenti tracce di terrazzamento.
Il cratere è dedicato all'ottico francese Laurent Cassegrain.

## Crateri correlati
Alcuni crateri minori situati in prossimità di Cassegrain sono convenzionalmente identificati, sulle mappe lunari, attraverso una lettera associata al nome.
| Cassegrain | Coordinate             | Diametro (in km) |
| ---------- | ---------------------- | ---------------- |
| B          | 49°34′12″S 114°38′24″E | 26,97            |
| H          | 52°50′24″S 115°39′36″E | 29,84            |
| K          | 54°27′00″S 113°52′48″E | 16,42            |